# Desmond King
Desmond King II (Detroit, 14 dicembre 1994) è un giocatore di football americano statunitense che milita nel ruolo di cornerback per i Pittsburgh Steelers della National Football League (NFL).

## Carriera

### Los Angeles Chargers
King al college giocò a football con gli Iowa Hawkeyes dal 2013 al 2016. Fu scelto dai Los Angeles Chargers nel corso del quinto giro (151º assoluto) del Draft NFL 2017. Debuttò come professionista subentrando nella gara del primo turno contro i Denver Broncos facendo registrare un passaggio deviato. La settimana successiva disputò la prima gara come titolare contro i Miami Dolphins, mettendo a segno 6 tackle. Nella gara del Giorno del Ringraziamento, il 23 novembre contro i Dallas Cowboys, fece registrare il primo intercetto in carriera ai danni del quarterback Dak Prescott, ritornando il pallone per 90 yard in touchdown. La sua prima stagione si chiuse al quinto posto tra i rookie della NFL con 79 tackle.
Nel nono turno della stagione 2018, King fu premiato come miglior difensore della AFC della settimana dopo avere ritornato un intercetto su Russell Wilson per 42 yard in touchdown nella vittoria esterna contro i Seattle Seahawks. Nel tredicesimo turno fu premiato come giocatore degli special team della AFC della settimana grazie a un punt ritornato per 73 yard in touchdown nel quarto periodo impattando la gara contro i Pittsburgh Steelers sul 23 pari. A fine stagione fu inserito nel First-team All-Pro dopo avere messo a segno 62 tackle, 3 intercetti, 10 passaggi deviati e forzato un fumble.
Nel quinto turno della stagione 2019, King ritornò un punt per 68 yard in touchdown contro i Denver Broncos.

### Tennessee Titans
Il 2 novembre 2020 King fu scambiato con i Tennessee Titans per una scelta del sesto giro del Draft NFL 2021. Nella prima partita con la nuova maglia recuperò un fumble forzato dal compagno Jeffery Simmons e lo ritornò per 63 yard in touchdown nella vittoria sui Chicago Bears.

### Houston Texans
Il 30 marzo 2021 King firmò con gli Houston Texans.

### Pittsburgh Steelers
Il 31 agosto 2023 King firmò con i Pittsburgh Steelers.

## Palmarès
- First-team All-Pro: 1

2018
- Difensore della AFC della settimana: 1

9ª del 2018
- Giocatore degli special team della AFC della settimana: 1

13ª del 2018